# Тадеуш Блотницький
Тадеуш Блотницький гербу Долива (пол. Tadeusz Błotnicki; 8 жовтня 1858, Львів — 28 березня 1928, Краків) — польський скульптор, представник академізму. Працював у Львові та Кракові.

## Життєпис
Походив із львівської родини митців. Батько, Едуард Блотницький (1830—1880) — літератор і графік, протягом багатьох років — радний міста Львова. Бабуся Текля з Міляновичів — вірменського походження. Мав молодшого брата Станіслава — публіциста, журналіста часопису «Кур'єр Львівський». Дядько був живописцем.
Ще як школяр, Блотницький відвідував майстерні живописця Анджея Грабовського та скульптора Париса Філіппі. Перші роботи виконав у 1872–1874 роках у Львові. 1874 року закінчив реальну школу у Львові. Протягом 1874–1876 років навчався у Краківській школі мистецтв у Марцелія Гуйського. Завдяки Гуйському перейшов до Віденської академії мистецтв, де у 1877—1879 роках навчався під керівництвом Каспара Цумбуша. Виїхав у подорож до Парижа та Мюнхена. 1880 року повернувся до Львова через смерть батька. Влаштував майстерню в кам'яниці графині Р. Лянцкоронської на вулиці Третього травня, 11 (тепер вулиця Січових Стрільців, дім не зберігся). Влітку того ж року отримав стипендію фундації Товарницьких для стажування за кордоном. Виїхав до Флоренції, де потоваришував зі скульптором Теофілом Ленартовичем. Певний час працював у його майстерні. Захопився течією «неофлорентизму». Роботи цього періоду вислав 1882 року до Львова на XV виставку Товариства приятелів красних мистецтв. 1883 року повернувся до Львова. Виконав велику кількість замовлень. 1885 року заручився із акторкою і письменницею Валерією Солецькою. 1886 року виїхав до Кракова. Влаштував там майстерню у місцевості Дембніки. Час від часу повертався до Львова, де виконав низку замовлень. Створив для Станіславова одну з найкращих (на його власну думку) робіт — пам'ятник Міцкевичу. 1889 року померла дружина. Від 1906 року знову проживав у Львові. Майстерня була на вулиці Сапіги, 9 (тепер вулиця Бандери). У 1907—1910 роках викладав скульптуру і орнаментальний рисунок у Львівській вищій політехнічній школі. 1914 року виїхав до Кракова. Викладав костюмологію у Жіночій державній промисловій школі і в Міській драматичній школі.
Блотницький входив до комітету, який займався організацією ретроспективного відділу Галицької крайової виставки у Львові 1894 року. Був членом Товариства польських митців у Кракові. Належав до мистецької групи «Zero». Публікував статті в журналах «Czas», «Słowo Polskie», «Krytyka», «Widnokręgi». Брак навчальної літератури з костюмології спонукав його до написання книги «Historja kostiumów i haftów». Підготував також ще одну — «Proporcję ciała ludzkiego». Обидві залишились у рукописах. 1930 року вже після смерті Блотницького видано його працю «Zarys historii ubiorów z uwzględnieniem haftów i tkanin». Товаришував із Габріелею Запольською. Став прототипом скульптора Водницького у повісті «Каська Каріатида», де Запольська описала також творчу майстерню Блотницького, та виклала його погляди на мистецтво. Помер 28 березня 1928 у Кракові. Похований на Раковицькому цвинтарі на полі W. У травні-червні 1928 року в рамках «Весіннього салону» у Львові відбулася посмертна виставка робіт митця.

## Роботи
- Гіпсові портретні медальйони А. Міцкевича, Й. Левеля, В. Поля, З. Красінського, виконані 1872 року у Львові. Придбані Платоном Костецьким.
- Гіпсові погруддя короля Зигмунта Августа і політика Франциска Смольки (1874). Експонувалися на Високому замку.
- Статуетка «Гамлет на цвинтарі» (1876).
- Статуетка «Нові черевички», студія з натури «Голова мулатки». Обидві виконані у Кракові близько 1876—1877 років. Експонувались на виставках у Львові. Придбані Каролем Бжозовським.
- Пам'ятник Францішеку Смольці у Львові. Архітектурну частину виконав Тадеуш Новаковський.
- Гіпсові медальйони С. Гощинського і Ю. Супінського. Виконані до 1877 року у Кракові.
- Статуя «Самсон, що відпочиває», виконана 1878 року під час навчання у Відні. Відзначена першою нагородою Віденської академії мистецтв.
- Надгробок Феліції Мадейської на цвинтарі у Бережанах (1880, камінь).
- Гіпсовий барельєф «Лілла Венеда» (1880).
- 3-метрова статуя Світезянки. Гіпсова модель, виконана 1879 року під час навчання у Відні, відзначена нагородою Віденської академії мистецтв. Пізніше замовлена львівським магістратом для оздоблення фонтану на площі Галицькій. Для цього була вирізьблена 1880 року з білого італійського каменю. Втрачена після II світової війни.
- Алегоричні гіпсові постаті «Рільництва» і «Гірництва», виконані 1880 року для брами на дорозі до Високого замку у Львові. Пізніше зберігались у ратуші, втрачені після перебудови 1928 року.
- Пам'ятник папі Пію IX на троні. Виготовлений у камені 1880 року на замовлення греко-католицької курії, розміщений 1881 року у соборі святого Юра. Знищений після 1946.
- Пам'ятник королю Яну III в Перемишлі, виконаний у камені і встановлений 1883 року. Гіпсова модель створена Блотницьким 1882 року під час перебування у Флоренції.
- Пам'ятник історикові Генрикові Шмідту у львівському домініканському костелі (1884, мармур). Портретний медальйон там же (бронза). Архітектурна частина Еразма Герматніка.
- Статуї сфінксів перед входом до Палацу мистецтв Галицької крайової виставки 1894 року. Скульптурне оздоблення павільйону архітектури там же, виконане спільно з Антоном Попелем[10].
- Пам'ятник Адаму Міцеквичу у Станіславові, тепер Івано-Франківськ. Проект походив із 1890 року, реалізований у каррарському мармурі і урочисто відкритий 20 листопада 1898 року.
- Скульптура орла на наріжнику парафіяльного костелу у Мровлі (до 1900)[11].
- Погруддя архітектора Фелікса Ксенжарського на фасаді будинку Товариства приятелів красних мистецтв на площі Щепанській, 4 у Кракові (1901)[12].
- Пам'ятник Адамові Міцкевичу у Тарнові (1901).
- Пам'ятник Адамові Міцкевичу у Величці (1903).
- Алегорична композиція «Журба» (до 1904).
- Пам'ятник Костюшкові у Самборі (1906, втрачений).
- Пам'ятник Костюшкові у місті Ясло.
- Статуя святої Єлизавети на фасаді костелу святої Єлизавети у Львові (1910, голова втрачена).
- Необароковий срібний релікварій блаженного Якуба Стрепи для латинського кафедрального собору у Львові (1910).
- Пам'ятник Міхалу Балуцькому в парку «Планти» у Кракові (1911).
- Погруддя Станіслава Конарського у Кракові перед костелом піарів.
- Надгробки на Личаківському цвинтарі: на гробівці президента Львова Міхала Міхальського, на могилі актора Густава Фішера (1913, бронза[13], викрадений 1943). На Раковицькому цвинтарі у Кракові: надгробки Марцелія Гуйського (1906), Миколая Зиблікевича, Оскара Кольберга.
- Низка монументально-декоративних робіт на житлових будинках у Львові. Зокрема рельєф «Піклування» на фасаді будинку страхової компанії на вулиці Коперника, 3 (1909), шість рельєфів будинку на нинішній вулиці Коциловського, 15 (1911) статуї лицарів і маскарони будинку № 12 на нинішній вулиці Січових Стрільців (1911), меморіальна таблиця із рельєфним зображенням Северина Гощинського на будинку № 2 на вулиці Фредра (1913). Ймовірно був автором статуй лицарів будинку № 11 на вулиці Валовій (1910).
- Скульптурна група «Драма» на фронтоні театру у Кракові.

Нереалізовані
- Проєкт пам'ятника Адаму Аснику на вулиці Асника у Львові (тепер вулиця Богомольця).
- Проєкт надгробка Францішека Смольки на Личаківському цвинтарі у вигляді стовпа з погруддям.